# Ramon Motta
Ramon Motta oder nur Ramon (* 6. Mai 1988 in Cachoeiro de Itapemirim, eigentlich Ramon de Morais Motta) ist ein ehemaliger brasilianischer Fußballspieler.

## Karriere
Motta begann mit dem Vereinsfußball in der Nachwuchsabteilung von Real Salvador und wechselte 2004 in den Nachwuchs vom SC Internacional nach Porto Alegre. Zum 2007 schaffte er es bei diesem Verein erstmals in den Profikader aufgenommen zu werden. Hier spielte er bis ins Jahr 2010, ohne dabei sich als Stammspieler durchsetzen zu können und zog anschließend zum CR Vasco da Gama weiter. 
Bei CR Vasco da Gama gelang ihm auf Anhieb der Sprung in die Stammformation. Dieser Umstand führte dazu, dass ihn zur nächsten Saison SC Corinthians verpflichtete. Nachdem er hier aber sich nicht als Stammspieler behaupten konnte, wurde er erst an CR Flamengo und anschließend im September 2013 an den türkischen Erstligisten Beşiktaş Istanbul ausgeliehen.
Motta schaffte es relativ schnell sich bei Beşiktaş durchzusetzen. So absolvierte er bis zum Saisonende nahezu alle Pflichtspiele seiner Mannschaft. Dieser Umstand sorgte dafür, dass Beşiktaş ihn im Sommer 2014 samt Ablösesumme verpflichtete.
Im Frühjahr 2016 wechselte er zum Ligarivalen Antalyaspor. Mit diesem Verein beendete er die Saison 2017/18 als Tabellenfünfter und war damit an der bis dato besten Erstligaplatzierung der Vereinsgeschichte beteiligt. Trotz dieses Erfolges löste er am Saisonende 2016/17 seinen noch ein Jahr gültigen Vertrag vorzeitig auf und kehrte mit seinem Wechsel zu CR Vasco da Gama nach Brasilien zurück. Hier beendete er 2020 seine aktive Laufbahn. Zuvor war er im November 2018 das letzte Mal zum Einsatz gekommen und laborierte seitdem an einem Kreuzbandriss.

## Erfolge
CR Vasco da Gama
- Copa do Brasil: 2011

Flamengo
- Copa do Brasil: 2013